# سرطان المهبل
سرطان المهبل (بالإنجليزية: Vaginal cancer)‏ هو أحد أنواع الأورام الخبيثة النادرة، غالباً ما يصيب الطبقة الطلائية الحرشفية التي تبطن سطح المهبل، و غالباً ما يكون مهاجراً من الأعضاء المحيطة أو أعضاء بعيدة (80%)؛ فالسرطان المهبلي الأولي نادر.
و يُعرف السرطان المهبلي الأولي بالسرطان الناشئ في المهبل فقط ولا يشمل فم عنق الرحم الخارجي أو الفرج، و التعريف مهم لتحديد أسلوب العلاج المتبع؛ فتبعاً للاتحاد الدولي لأمراض النساء والتوليد يُعد السرطان الذي يصيب المهبل وفم عنق الرحم الخارجي سرطان عنق الرحم و يعالج بنفس أسلوب علاجه، والسرطان الذي يصيب المهبل والفرج يندرج تحت سرطان الفرج و يعالج بنفس الأسلوب أيضاً.
و رغم ندرة سرطان المهبل إلا أن تأثيره على صحة المرأة لا يمكن تجاهله، خاصةً مع زيادة أعداد النساء المسنات (فوق 60 عاماً).

## الانتشار
سرطان المهبل الأولي نادر جداً؛ إذ يمثل 1% من كل أنواع السرطان في الجهاز التناسلي الأنثوي، و يحتل المركز الخامس في نسب الإصابة بعد سرطان الرحم وعنق الرحم والمبيض والفرج.
و نسب الإصابة في الولايات المتحدة الأمريكية 0,6 من كل 100000 امرأة، والمعايير الصارمة الموضوعة لتعريف سرطان المهبل هي المسئولة عن انخفاض نسب الإصابة.

## عوامل الخطر
- العدوى:

1. فيروس الورم الحليمي البشري: خاصةً النوعين 16-18.
2. فيروس الهربس البسيط.
3. المشعرة الأولية: أحد الأوليات.
4. فيروس العوز المناعي البشري: عام 2000 أبلغ لي وزملاؤه عن حالة سرطان الخلية الحرشفية سريع النمو في المهبل في سيدة صغيرة السن مصابة منذ عامين بفيروس العوز المناعي البشري (الإيدز)؛ و زعموا أن الإصابة بالفيروسين العوز المناعي البشري و الورم الحليمي البشري يجعل سرطان المهبل أسرع نمواً وأقل استجابةً للعلاج.

- تاريخ الإصابة بالسرطان: كالورم داخل ظهارة عنق الرحم أو سرطان عنق الرحم أو سرطان الفرج، إذ وجد أن 30% من المصابات بسرطان المهبل لديهن تاريخ مرضي إيجابي بهذه السرطانات عولجت 5 سنوات على الأقل قبل تشخيص سرطان المهبل.
- ثنائي إيثيل ستيلبوستيرول:[4][5] و هي مادة كانت تستخدم في المرحلة الأولى من الحمل لتثبيته، توجد صلة قوية بين استخدام هذا العقار و الإصابة بسرطان المهبل من نوع سرطان الخلايا الصافية الغدي، و قد اكتشف هيربست وزملاؤه هذه الصلة عام 1971 لذا توقف استخدامه في نفس العام.
- السن: وجد أن احتمالية الإصابة تزداد بتقدم السن، وأغلب المصابات عمرهن أكبر من 60 عاماً.
- استخدام الفرزجة لفترة طويلة، وهي أداة تستخدم لتثبيت الرحم في حالات التدلي، أو بهدف إيصال عقار ما، وتوجد صلة بين استخدامها والإصابة بسرطان المهبل؛ لما تسببه من تهييج لجدار المهبل.
- التدخين.
- أدوية كبح المناعة.
- العلاج الكيميائي.
- العلاج الإشعاعي: 10% من النساء اللواتي تم تشخيصهن بسرطان المهبل الأولي لديهن تاريخ للعلاج الإشعاعي للحوض.
- تدني المستوى الاجتماعي و الاقتصادي: بكالا وزملاؤه أبلغوا عن وجود صلة بين تدني الحالة الاجتماعية والاقتصادية في فنلندا وارتفاع نسب الإصابة بسرطان عنق الرحم و بطانة الرحم و المهبل.[6]

## الأنواع
توجد أنواع عديدة لسرطان المهبل، والجدول الآتي يوضح أكثر أنواع سرطان المهبل الأولي شيوعاً:
| النوع                       | نسب الإصابة | ذروة العمر | الانتشار          | الخصائص |
| --------------------------- | ----------- | ---------- | ----------------- | --- |
| سرطان الخلايا الحرشفية      | 85-87%      | 60 سنة     | موضعي-الدم-الليمف | أكثر شيوعاً في الثلث العلوي من المهبل                                                                             |
| سرطان ثؤلولي                | نادر        | 60 سنة     | موضعي             | أحد أنواع سرطان الخلية الحرشفية، قنبيطي الشكل، عدواني، العلاج الإشعاعي محظور.                                    |
| سرطان الخلايا الصافية الغدي | 9%          | 19 سنة     | موضعي-دم-ليمف     | مصحوب بالتعرض لثنائي إيثيل ستيلبوستيرول في الرحم، كيسي أنبوبي، أفضل توقع، الرجوع شائع                            |
| الميلانوما                  | 0.5-2%      | 60 سنة     | موضعي-دم-ليمف     | صاحبات البشرة البيضاء، جدار المهبل الأمامي السفلي، الحجم أهم من درجة الغزو في توقع سير المرض، و التوقع سيء عموماً |
| الساركوما العنقودية         | نادرة       | 3 سنوات    | موضعي-دم-ليمف     | الأكثر شيوعاً في الأطفال، عنقودي، خلايا أسارية                                                                    |
| ورم جيب الأديم الباطن       | نادر جداً    | 10 شهور    | موضعي             | عدواني، ألفا فيتو بروتين يستخدم كدليل                                                                            |
| ساركوما عضلية ملساء         | <2%         | نطاق واسع  | موضعي-دم-ليمف     | درجته هي الأهم في توقع سيره، قد ينتج عن استخدام الإشعاع على الحوض                                                |

## الأعراض والعلامات
فترة ظهور الأعراض من 6 أشهر إلى عام قبل التشخيص، و التأخر في التشخيص أمر شائع؛ بسبب ندرة المرض وتأخر ربط المريضة بين الأعراض التي تعاني منها وإصابة المهبل، والتأخر بالطبع يؤدي إلى تفاقم المرض وصعوبة العلاج، ومن هذه الأعراض ما يلي:
- نزيف مهبلي بلا ألم: هو العَرض الأكثر شيوعاً، يمثل 65-80% من الأعراض، وفي 70% من الحالات يكون بعد سن اليأس، أو أشكال أخرى كغزارة الطمث أو قرئي (بين الحيضين) أو بعد الجماع.[7]
- إفرازات مهبلية: في 30% من الحالات.
- أعراض الجهاز البولي: في 20% من الحالات كألم المثانة و ألم عند التبول و إلحاح بولي وبول دموي؛ و يحدث إذا كان السرطان في الجدار الأمامي للمهبل وقام بغزو المثانة أو الإحليل أو الضغط عليهما.
- ألم في الحوض: في 15-30%.
- أعراض إصابة القولون: إذا كان السرطان في الجدار الخلفي للمهبل؛ كالزحير و الإمساك.
- كتلة في المهبل أو تدلي المهبل: في 10% فقط.
- بلا أعراض: 10-27% لا يعانون من أعراض ويتم اكتشاف المرض صدفةُ أثناء الفحص الروتيني، وهؤلاء يكونون في المراحل الأولى مما يجعل سير المرض أفضل.[8]

## التشخيص

### الفحص الإكلينيكي الشامل

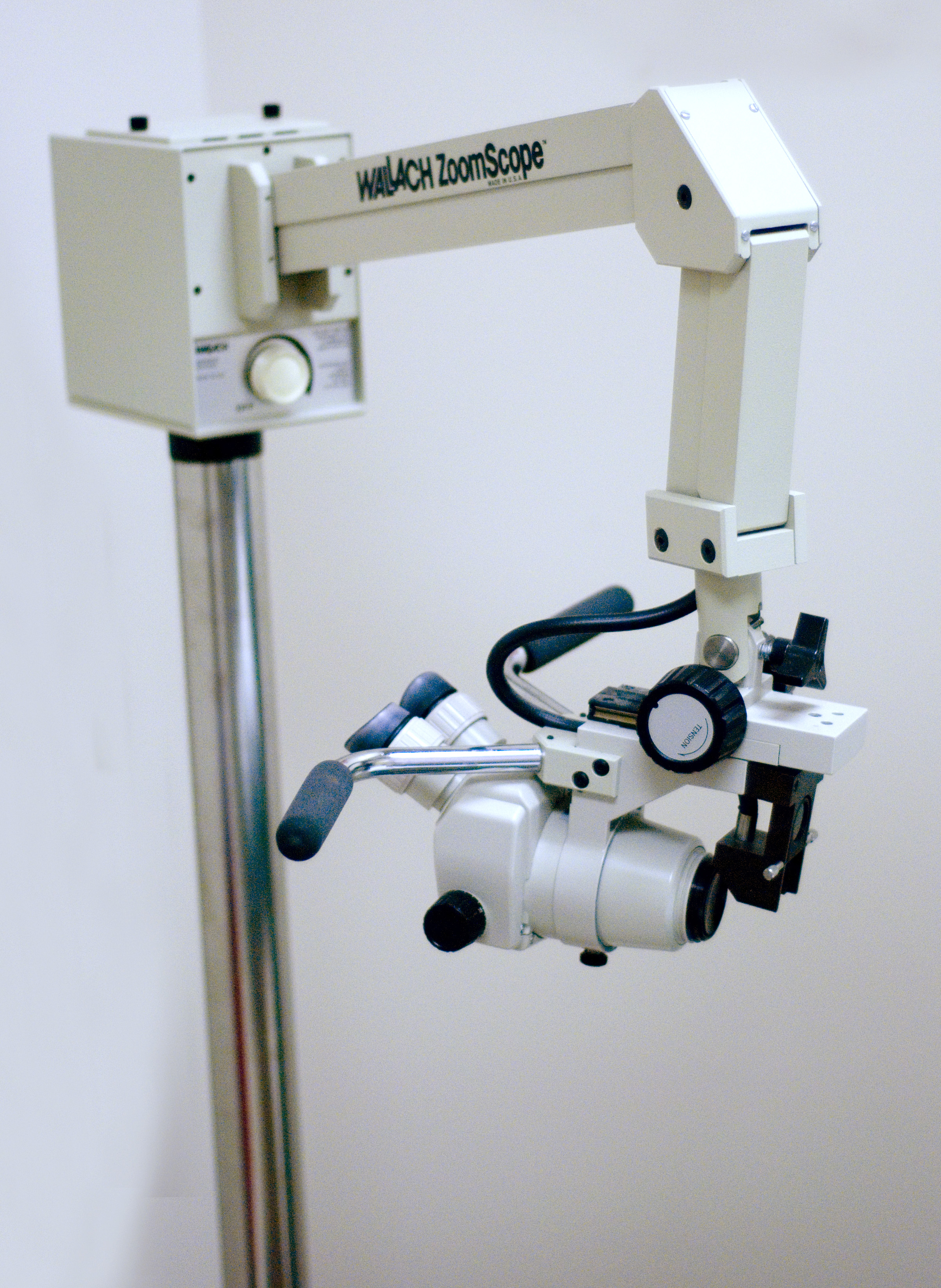
منظار المهبل

مع أخذ التاريخ المرضي للمريضة.

### فحص الحوض
- فحص الأعضاء التناسلية عيانياً.
- منظار المهبل ذو اليدين: جهاز يقوم بفتح جدار المهبل ليتمكن الطبيب من فحص المهبل وعنق الرحم.
- فحص الإصبعين: يتم إدخال إصبعين إلى المهبل، واليد الأخرى على البطن ويقوم الطبيب بفحص الرحم بكلتا اليدين.

### أخذ عينات
كلطاخة بابا نيكولاو: تستخدم عادةً لفحص سرطان عنق الرحم، لكن قد تستخدم للكشف عن سرطان المهبل أيضاً.

### منظار المهبل
الذي يتيح صورة مكبرة لهذه المنطقة.
و لا ينبغي إجراء فحوصات بالأشعة لمن يعانين من سرطان المهبل، إلا في حالة ظهور أعراض جديدة أو ارتفاع مستوى دلالات الأورام، ففي الحالات العادية لا يمكن للأشعة الكشف عن رجوع المرض أو تحسين سيره، بالإضافة إلى التكلفة و الأعراض الجانبية التي تسببها.

## مراحل المرض
يمر سرطان المهبل بمراحل كالتالي:
- المرحلة 1: السرطان في جدار المهبل فقط.
- المرحلة 2: انتشر السرطان إلى الأنسجة حول المهبل، لكنه لم يصل إلى جدُر الحوض.
- المرحلة 3: انتشر السرطان إلى جُدُر الحوض، أو إلى عقد لمفاوية قريبة من المهبل.
- المرحلة 4أ: انتشار السرطان إلى الأعضاء القريبة كالمثانة والمستقيم.
- المرحلة 4ب: انتشار السرطان إلى مناطق أبعد كالكبد.

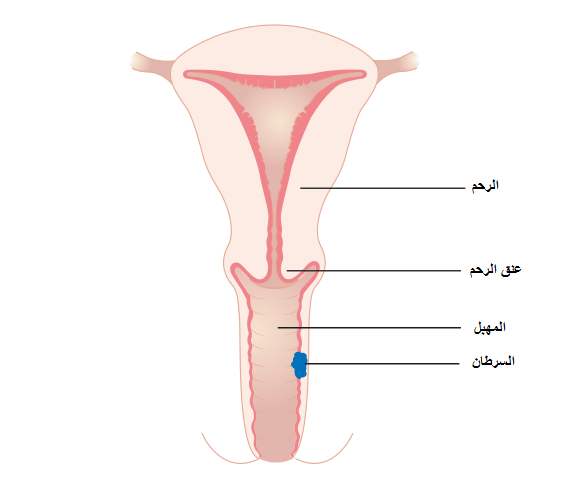
رسم يوضح المرحلة 1 من سرطان المهبل
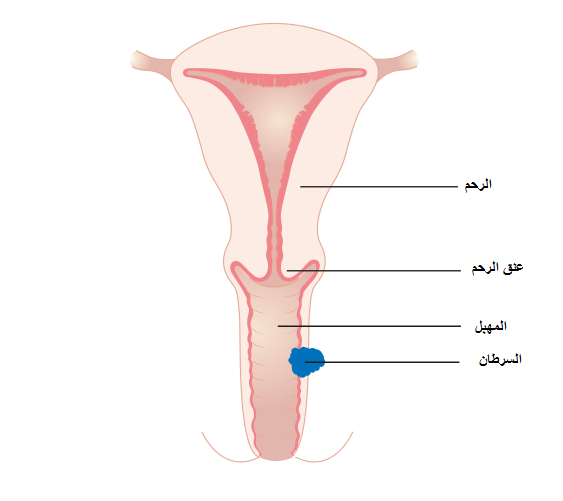
رسم يوضح المرحلة 2 من سرطان المهبل
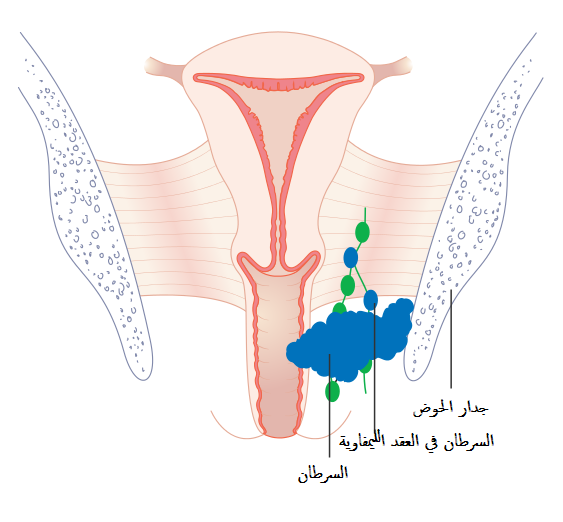
رسم يوضح المرحلة 3 من سرطان المهبل
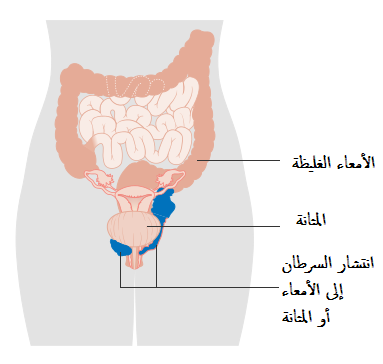
رسم يوضح المرحلة 4أ من سرطان المهبل
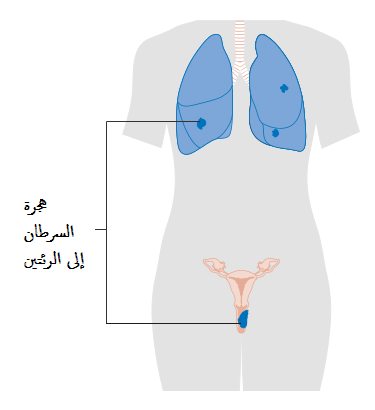
رسم يوضح المرحلة 4ب من سرطان المهبل

## العلاج

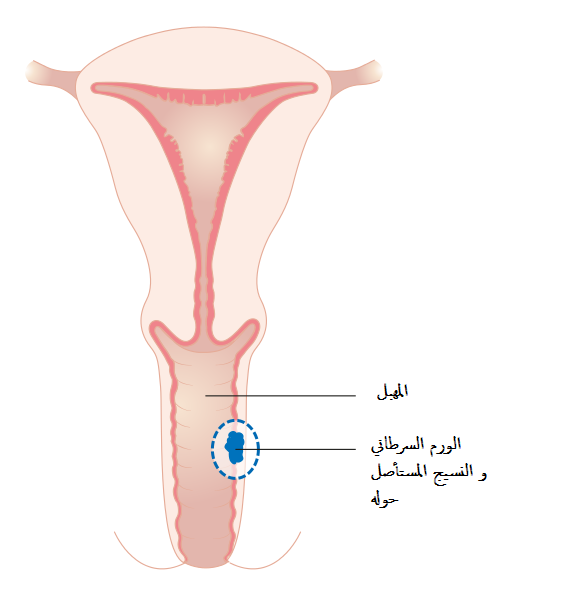
رسم يوضح الجراحة الموضعية لاستئصال سرطان المهبل

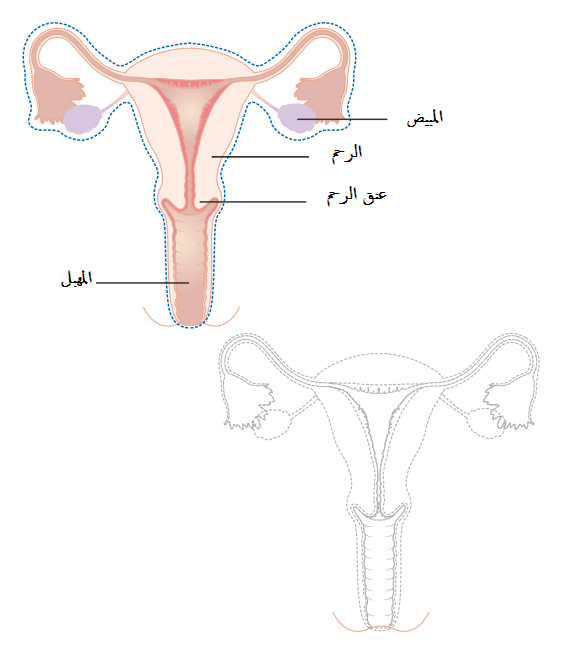
رسم يوضح الاستئصال الجذري للرحم لعلاج سرطان المهبل بدون إعادة بناء المهبل

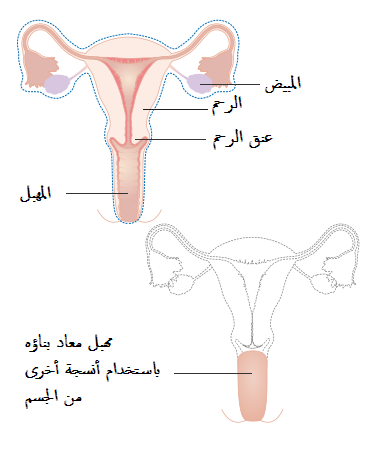
رسم يوضح الاستئصال الجذري للرحم لعلاج سرطان المهبل مع إعادة بناء المهبل باستخدام أنسجة أخرى

يعتمد أسلوب العلاج على نوع السرطان ودرجته و مرحلته والحالة الصحية للمريضة، يتنوع العلاج بين الجراحة والعلاج بالأشعة والعلاج الكيميائي، قد يتم استخدام أحدها منفرداً، أو بالاشتراك مع آخر.

### الجراحة

#### إزالة الأورام الصغيرة
إذا كان الورم صغير الحجم وسطحياً، يتم إزالته مع جزء بسيط من نسيج المهبل السليم المحيط به؛ للتأكد من إزالته كلياً.

#### استئصال المهبل
إذا كان الورم كبيراً ممتداً قد يتم اللجوء لإزالة المهبل كلياً أو جزئياً، أو استئصال الرحم والمبايض والعقد اللمفية أيضاً.
و قد تتم إعادة بناء المهبل أو ترميمه باستخدام أجزاء من الجلد أو الأمعاء أو عضلات من جزء آخر من الجسم، وقد يسمح المهبل المرمَّم بالاتصال الجنسي المهبلي، لكن ينقصه بالطبع الترطيب الطبيعي (التزليق)، بالإضافة إلى تغير الإحساس الناتج عن اللمس بسبب تغير التزويد العصبي.

#### اجتثاث الحوض
في حالة انتشار الورم إلى أجزاء أخرى من الحوض أو رجوعه بعد إزالته، يتم استئصال أجزاء أخرى من الحوض (اجتثاث الحوض)؛ كالمثانة والمستقيم و أجزاء من القولون، بالإضافة إلى المهبل والرحم و المبايض، مع إجراء فغر الجهاز البولي وفغر القولون لإنشاء فتحة لخروج البول والبراز و تجميعهما في أكياس الفغر.

### المعالجة الإشعاعية
باستخدام إشعاع عالي الطاقة كالأشعة السينية، و هناك طريقتان:

#### المعالجة الإشعاعية الخارجية
يتم توجيهها من جهاز خارج الجسم إلى البطن والحوض أو الحوض فقط؛ تبعاً لحجم الورم وانتشاره، وهي الطريقة المتبعة في أغلب النساء المصابات بسرطان المهبل.

#### المعالجة الإشعاعية الداخلية
أثناء المعالجة الإشعاعية الداخلية يتم استخدام أداة مشعة (أسلاك أو اسطوانات أو غيرها) يتم وضعها داخل المهبل أو الأنسجة القريبة لمدة معينة ثم إزالتها، يتم استخدام المعالجة الإشعاعية الداخلية بمفردها في المصابات بالسرطان في مراحله المبكرة، وإلا تستخدم المعالجة الإشعاعية الخارجية ثم الداخلية.
المعالجة الإشعاعية تقضي على الخلايا السرطانية، لكنها تسبب ضرراً للأنسجة السليمة المحيطة بها أيضاً مسببةً أعراضاً جانبيةً تعتمد على شدة الإشعاع وموضعه.

### العلاج الكيميائي
باستخدام أدوية سامة للخلايا، لكن فعاليته غير مؤكدة؛ لذا لا يستخدم منفرداً بل أثناء المعالجة الإشعاعية.

## روابط خارجية
مؤسسة أورام تصيب النساء (سرطان المهبل)